# Polydesmus hochstetteri
Polydesmus hochstetteri är en mångfotingart som beskrevs av Jean-Henri Humbert och Henri Saussure 1869. Polydesmus hochstetteri ingår i släktet Polydesmus och familjen plattdubbelfotingar. Inga underarter finns listade i Catalogue of Life.